# 伯斯多夫
伯斯多夫（德語：Bösdorf）是德国石勒苏益格－荷尔斯泰因州的一个市镇。总面积21.10平方公里，总人口1454人，其中男性737人，女性717人（2011年12月31日），人口密度69人/平方公里。